# Krusty Krab
El Krusty Krab (Crustáceo Crujiente en España y Cangrejo Cascarudo o Crustáceo Cascarudo en Hispanoamérica) es un restaurante ficticio de comida rápida en la serie de televisión animada estadounidense Bob Esponja. Es famoso por su hamburguesa, la Cangreburger (Burguer Cangreburguer en España), cuya fórmula es un secreto comercial muy bien guardado.
El restaurante fue fundado por Eugenio Cangrejo (Don Cangrejo), quien también es el propietario y gerente. Tiene dos empleados: Bob Esponja, que trabaja como cocinero; y Calamardo, que trabaja como cajero. El Crustáceo Cascarudo es considerado «el mejor establecimiento para comer jamás establecido» en Fondo de Bikini, y su principal competidor, El Balde de Carnada (o el Cubo de Cebo en España), lo desafía constantemente, que es operado por el némesis y ex mejor amigo de Don Cangrejo, Plankton.
El Krusty Krab es uno de los escenarios principales de la serie. Fue presentado en el episodio piloto, Help Wanted («Se busca ayuda», en español), en el cual Bob Esponja solicita el trabajo de cocinero en el restaurante. El Krusty Krab también ha aparecido en otros medios, como en la saga de películas, el musical de Broadway, videojuegos y juguetes. El restaurante ha sido referenciado o parodiado en toda la cultura pop. También ha inspirado establecimientos de la vida real.

## Rol en la serie
El Krusty Krab es un destacado restaurante de comida rápida en la ciudad submarina de Fondo de Bikini. Es propiedad y está operado por Eugenio H. Cangrejo (Don Cangrejo), quien inventó su famosa Cangreburger. Don Cangrejo tiene dos empleados fijos con tiempo completo: Calamardo y Bob Esponja, que trabajan como cajero y cocinero, respectivamente. Patricio también ha trabajado en el Krusty Krab durante varios períodos breves en una variedad de posiciones y cubriendo suplencias.
Ubicado al otro lado de la calle del Krusty Krab se encuentra el Chum Bucket (conocido como Cubo de Cebo en España o Balde de Carnada en Hispanoamérica), otro restaurante de comida rápida propiedad y operado por Plankton y Karen. Plankton, el ex mejor amigo de Don Cangrejo, quien más tarde se convirtió en su archi-competidor; Los inútiles intentos de Plankton de robar la fórmula secreta de la Cangreburger para replicar las hamburguesas y sacar al Krusty Krab del negocio es un punto importante de la trama a lo largo de la serie.
El Krusty Krab generalmente atrae a los clientes de Fondo de Bikini debido al famoso sabor de la Cangreburger y el hecho de que el restaurante de Plankton tiene un menú que consiste en carnada (cebo que consta de partes de pescado), que los demás personajes consideran en su mayoría no comestible. Como resultado, el Krusty Krab se ha convertido en uno de los restaurantes más exitosos de la ciudad. En el programa, Bob Esponja lo llama "el mejor establecimiento de comida jamás creado para comer". Don Cangrejo con frecuencia explota la popularidad de su restaurante, como aumentar los precios y cobrar a sus propios empleados por el uso de los servicios del edificio.
En un episodio, se muestra que el edificio Krusty Krab fue originalmente una casa de retiro deteriorada llamada Rusty Rab, que Don Cangrejo adquirió y convirtió en un restaurante. En otro episodio, el restaurante también era el nombre de un barco pirata propiedad de Don Cangrejo antes de comenzar el negocio. El restaurante ha visto muchos cambios temporales durante todo el show, como operar 24/7 o transformarse en un hotel, que ha sido el foco de muchos episodios. Otros episodios han representado al Krusty Krab dañado o destruido.

### Cangreburger
El menú del Krusty Krab, el Galley Grub, consiste principalmente en artículos de comida rápida ordinarios, como papas fritas y refrescos. Su característica hamburguesa, la Cangreburguer, es celebré, hasta cierto punto, entre los ciudadanos de Fondo de Bikini. En la película Bob Esponja: Un héroe fuera del agua, Don Cangrejo dice: «¡La Cangreburguer es lo que nos une a todos! ¡Sin ella, habrá un colapso completo del orden social!». El sándwich consta de dos panecillos, con lechuga, queso, cebolla, tomate, ketchup, mostaza y encurtidos entre ellos (en ese orden) y en ocasiones para acompañar le ponen mayonesa. La receta de la hamburguesa es un secreto comercial muy bien guardado, que ha llevado a los espectadores a especular sobre su contenido. Se han formado varias teorías de los fanes para adivinar el ingrediente secreto, una de las cuales asevera que dicho ingrediente son partes del cuerpo de una réplica de Patricio Estrella.
Según el animador Vincent Waller, «no hay absolutamente nada de carne en la Cangreburguer. No hay ningún producto animal allí», algo que siempre fue planeado por el creador de la serie Stephen Hillenburg. Mr. Lawrence, escritor de la serie y actor de doblaje de Plankton, explicó que los escritores del programa no tienen permitido representar el pescado como alimento; Dijo que no hay carne servida en Fondo de Bikini, excepto en el Chum Bucket. Tom Kenny, el actor de voz de Bob Esponja, bromeó diciendo: «¡las Cangreburguers son hummus!». Algunos comentaristas sugieren que en realidad no hay un ingrediente secreto, señalando la avaricia de Don Cangrejo. Un escritor de Hollywood.com cree que es «Toda una artimaña que inventó el astuto Don Cangrejo para evitar que Plankton se concentre en el Chum Bucket. ¡Es un marketing legítimo y brillante!». Sobre la posibilidad de que la Formula secreta de la Cangreburger se revelará en futuros episodios, dijo Waller en 2017 que "no contaría con eso". En 2019, Waller declaró que Hillenburg es la única persona que la ha visto.

## Desarrollo

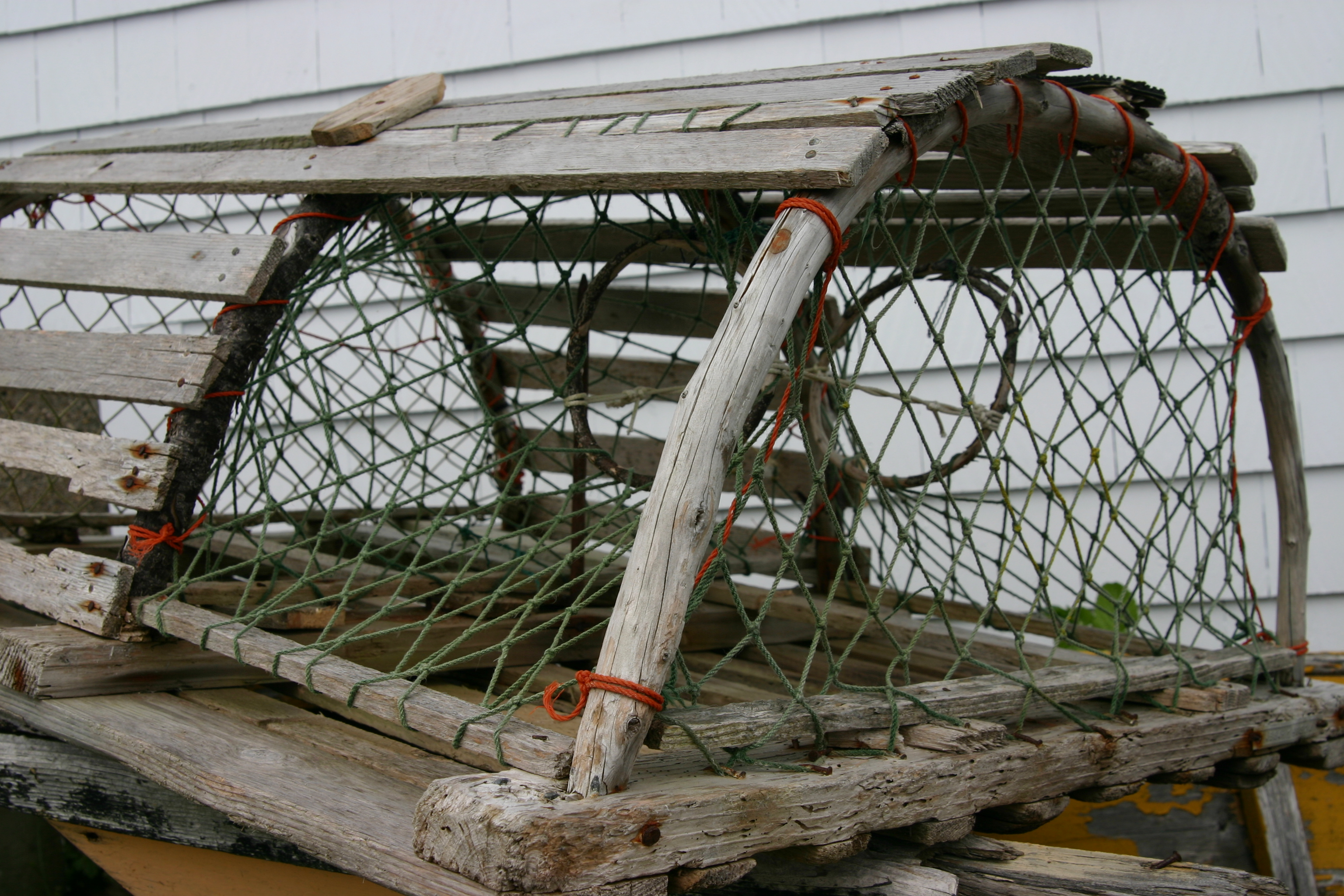
El diseño del Krusty Krab está basado en una trampa para langostas

Junto con la casa de Bob Esponja, el Krusty Krab originalmente estaba destinado a ser "donde se ambientaría el show una y otra vez, y en el que tendría lugar la mayor parte de la acción". Se mostró por primera vez en "Help Wanted", el primer capítulo de la serie, y desde entonces ha aparecido en más del 80% de los episodios a partir de 2018.
El Krusty Krab se inspiró en el trabajo del creador de la serie Stephen Hillenburg como cocinero en un restaurante de comida rápida de mariscos durante varios veranos después de terminar la preparatoria. La ocupación de Bob Esponja se basó directamente en esta experiencia, mientras que Don Cangrejo se inspiró en el gerente del restaurante de Hillenburg. Sin embargo, el dueño del restaurante no era codicioso; Hillenburg agregó este detalle para "darle más personalidad".
Cuando Hillenburg creó a Don Cangrejo (Mr. Krabs en inglés), su apellido se deletreaba Crabs (cangrejos en español), y el nombre del restaurante era el Crusty Crab. Hillenburg cambió la ortografía poco antes de que comenzara la producción del episodio piloto del programa, y decidió que las K eran más divertidas y memorables. Basó el diseño del edificio en una trampa para langostas.

## Apariciones en otros medios
El restaurante apareció en la película de 2004 Bob Esponja: la película y su secuela de 2015 (donde la fórmula secreta de la Cangreburger era una parte importante de la trama). Se ha adaptado a Broadway. donde el Krusty Krab y la Cangreburger han sido referenciados o parodiados en toda la cultura pop. En "Major League of Extraordinary Gentlemen", un episodio de la serie Robot Chicken, hay un segmento que presenta a Don Cangrejo usando patas de cangrejo como ingrediente secreto para las Cangreburgers. En línea, la rivalidad de Krusty Krab – Chum Bucket se ha convertido en un meme.

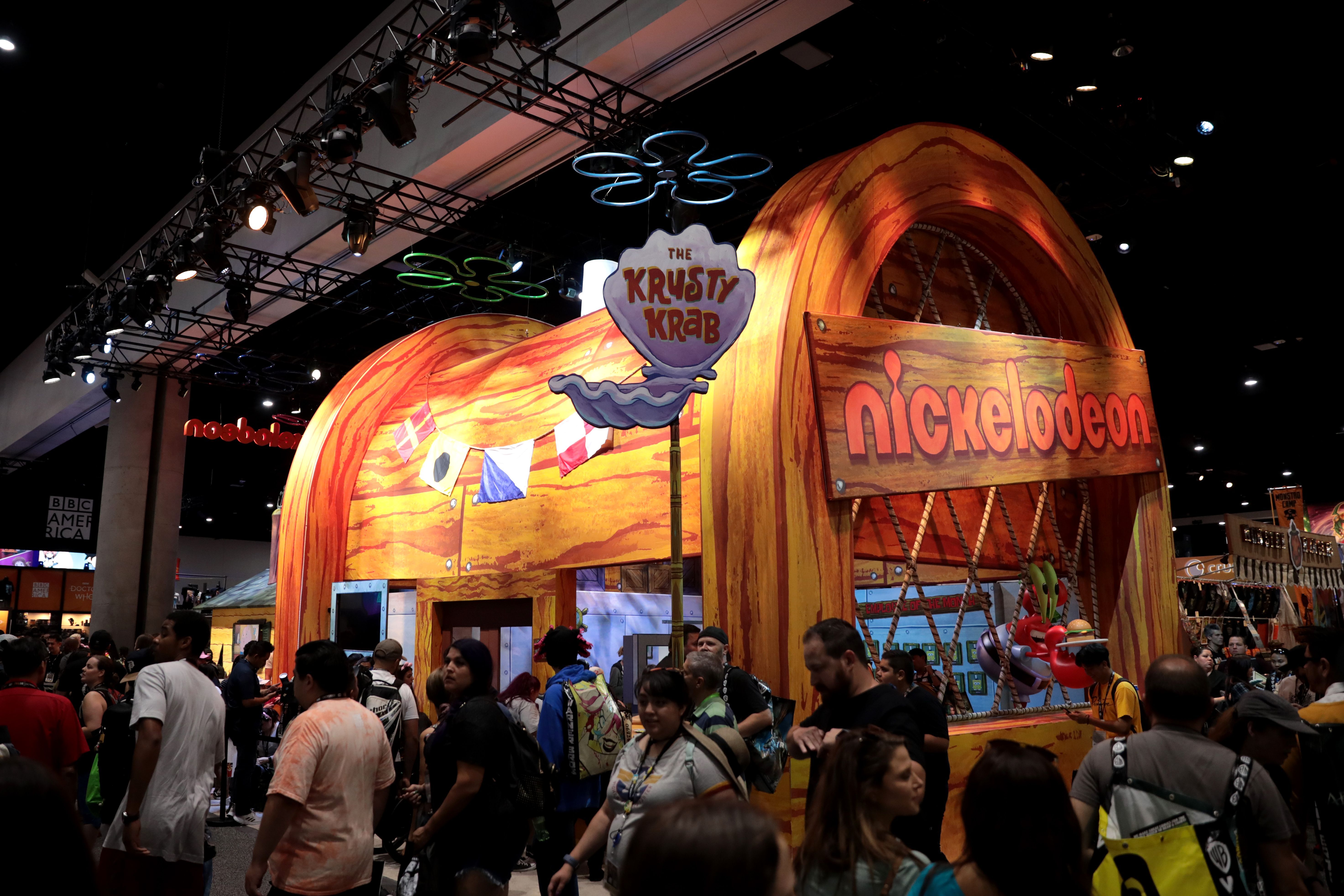
Replica del Krusty Krab en la San Diego Comic-Con 2019

El Krusty Krab se ha incluido en muchos juguetes, publicaciones y otros productos de Bob Esponja. Lego ha lanzado dos juegos de construcción Lego modelados a partir de la estructura del Krusty Krab. El Krusty Krab también apareció en videojuegos relacionados con Bob Esponja, como SpongeBob SquarePants: Creature from the Krusty Krab, cuyo título alude al restaurante. ViacomCBS, propietario de Nickelodeon, ha ganado millones de dólares en productos con licencia con el nombre de Krusty Krab, principalmente figurillas de acuarios y juegos infantiles.